# Ζ
O zeta ou dzeta (maiúscula Ζ, minúscula ζ; em grego:  ζήτα, transl.: zdḗta), é a sexta letra do alfabeto grego clássico. É a letra grega correspondente ao Z no alfabeto latino. Equivale ao número 7. 
Na matemática, a letra zeta é utilizada para representar a importante função de mesmo nome, a função zeta de Riemann, que originou um dos problemas mais intrigantes da matemática moderna, a tão conhecida hipótese de Riemann. 

## Nome
Diferente de outras letras gregas, o zeta (modernamente designado zíta, em grego) não recebeu o nome da letra fenícia da qual derivou, ao invés disso, foi-lhe dado um nome no padrão das letras beta, eta e teta, cujas correspondentes denominações modernas em grego são víta, íta e fíta.

## Usos

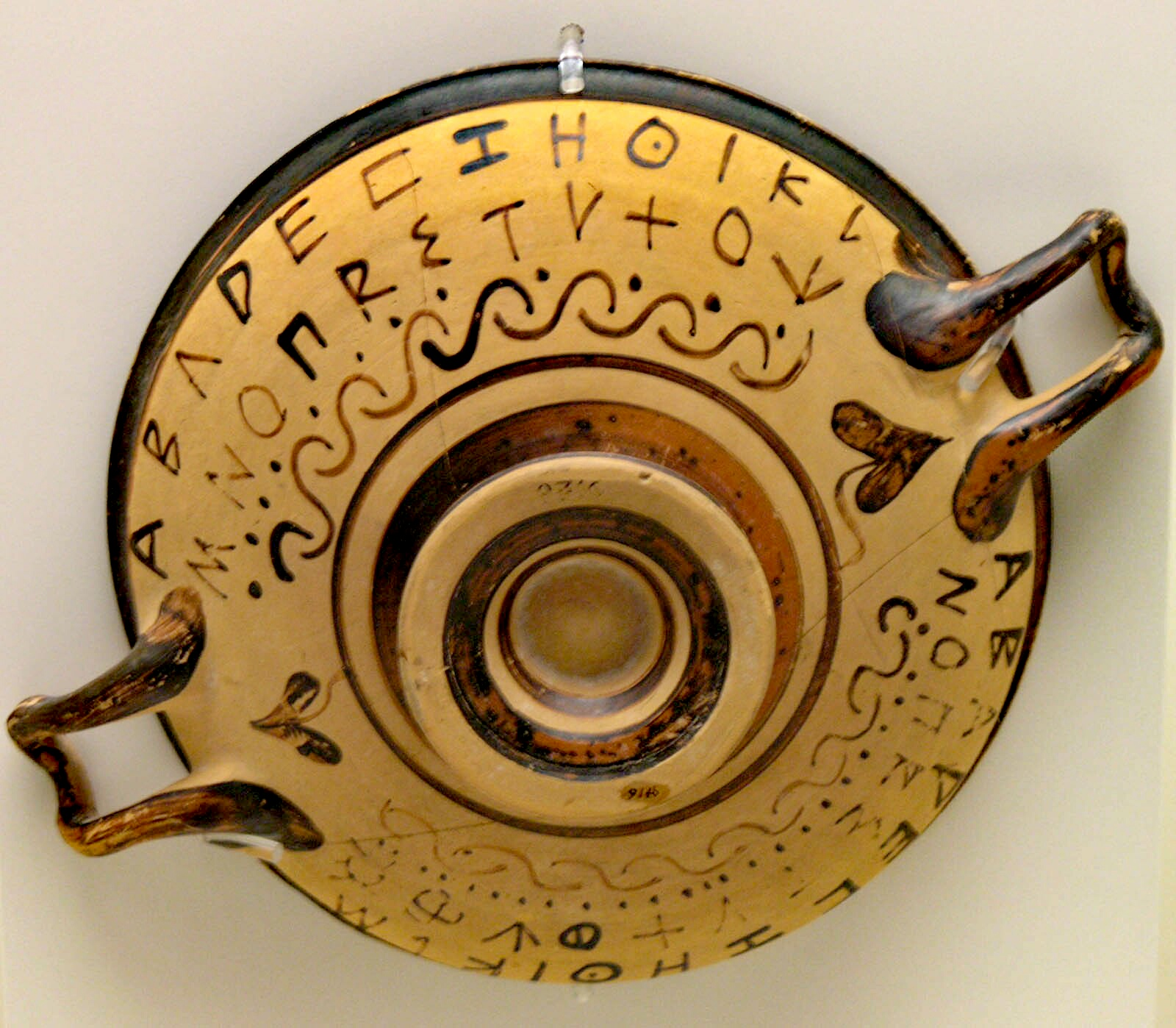
O alfabeto grego em um vaso de figuras negras, com a letra zeta em formato do zaine fenício.

### Letra
A letra ζ representa a consoante fricativa alveolar sonora [z] em grego moderno. 
O som representado por ζ em grego antes de 400 a.C. é disputado.  Muitos autores concordam na atribuição da pronúncia /zd/, (como em desdenhar), enquanto outros defendem que a pronúncia era uma africada /dz/ (como em adsorção). A pronúncia moderna foi, provavelmente, estabelecida no período Helenístico, e deve ter sido uma pronúncia comum no Ático clássico, uma vez que metricamente poderia ser considerado como uma consoante simples ou dupla na literatura ática.

#### Argumentos para [zd]
1. O encontro consonantal *zd do protoindo-europeu torna-se ζ em grego (ex. *sísdō > ἵζω);
2. Sem [sd], haveria um vazio entre [sb] e [sg] no sistema sonoro do grego (πρέσβυς, σβέννυμι, φάσγανον), e uma africada sonora [dz] não teria uma surda correspondente;
3. Nomes persas contendo zd e z eram transcritos com ζ e σ respectivamente em Grego Clássico (ex. Artavazda = Ἀρτάβαζος/ Ἀρτάοζος ~ Zara(n)ka- = Σαράγγαι. De modo similar, a cidade filisteia Asdode era transcrita Ἄζωτος.);
4. Algumas inscrições que possuíam -ζ- escrito como uma combinação de -ς + δ- originados de palavras distintas (ex. θεοζοτος para θεος + δοτος);
5. Algumas incrições áticas possuíam -σζ- em lugar de -σδ- ou -ζ-, o que acredita-se ser paralelo a -σστ- para -στ-, o que implica uma pronúncia [zd];
6. A letra ν desaparece antes de ζ do mesmo modo que desaparece diante de σ(σ) e στ (ex.*πλάνζω > πλᾰ́ζω, *σύνζυγος > σύζυγος, *συνστέλλω > σῠστέλλω;
7. Verbos iniciados em ζ possuem ἐ- na reduplicação do pretérito perfeito, assim como verbos que iniciam com  στ (ex.ἔζηκα = ἔσταλται);
8. Álcman, Safo, Alceu e Teócrito tinham σδ para o ζ ático-jônico.
9. Os gramáticos Dionísio, o Trácio [5]  e Dionísio de Helicarnasso classificavam ζ junto das letras "duplas" (διπλᾶ) ψ, ξ e analizavam-na como σ + δ.
10. Algumas inscrições áticas de topônimos da Asia menor(βυζζαντειον, αζζειον), mostram -ζζ- por ζ; assumindo que o valor de zera era [zd], estas inscrições podem ser uma tentativa de representar a pronúncia dialetal [dz].

#### Argumentos para [dz]
1. As inscrições gregas quase nunca escrevem ζ em palavras como ὅσδε, τούσδε ou εἰσδέχται, de modo que deveria haver uma diferença entre o som representado nessas palavras e o som de ἵζω, Ἀθήναζε;
2. Parece improvável que os gregos inventassem um símbolo especial para a combinação [zd], que poderia ser representada por σδ sem problemas. /ds/, por outro lado, possuía a mesma sequência de oclusiva e sibilante das demais letras duplas do alfabeto jônico: ψ /ps/ e ξ /ks/, assim, evitando escrever uma oclusiva no fim de uma sílaba;
3. O encontro δδ presente em Beócio, Lacônio e Cretense é mais facilmente explicado como um desenvolvimento direto de *dz do que um intermediário *zd;
4. Inscrições em latim vulgar usam a letra grega Z para as africadas nativas (ex. zeta = diaeta).

#### Sumário
- σδ é atestado somente na poesia lírica da ilha grega de Lesbos e na cidade-estado de Esparta durante o período arcaico, e na poesia bucólica do período Helenístico. Muitos autores tomam estas evidências como indicação de que a pronúncia [zd] existia no dialeto destes autores;
- As transcrições de palavras persas feitas por Xenofonte e o testemunho de gramáticos apoiam a pronúncia [zd] no dialeto Ático clássico;
- [z(ː)] é atestado em cerca de 350 a.C. em inscrições Áticas, e era a pronúncia provável em grego Koiné;
- [dʒ] ou [dz] podem ter existido em outros dialetos em paralelo.

### Numeral
Apesar de ser a sexta letra no alfabeto, Zeta possuía o valor numérico de 7, pois a letra digama, que posteriormente caiu em desuso, ocupava originalmente a sexta posição.

### Matemática e Ciência
A letra zeta maiúscula não é usada pois sua forma é idêntica à letra latina Z. A forma minúscula ζ pode ser usada para representar:
- A função zeta de Riemann em matemática;
- A razão de amortecimento de um sistema oscilante em engenharia e física;
- A carga nuclear efetiva em um elétron em química quântica;
- O potencial eletrocinético em um sistema coloidal;
- A vorticidade relativa da atmosfera e oceano;
- A função zeta de Weierstrass;